# فريدريك ناش
فريدريك نـاش (بالإنجليزية: Frederick Nash)‏ هو محامي وقاضي أمريكي، ولد في 9 فبراير 1781، وتوفي في 5 ديسمبر 1858.